# Paullinia cauliflora
Paullinia cauliflora là một loài thực vật có hoa trong họ Bồ hòn. Loài này được Jacq. mô tả khoa học đầu tiên năm 1795.